# 宝達山
宝達山（ほうだつさん）は、石川県中部にある山。山域は羽咋郡宝達志水町、かほく市、河北郡津幡町、富山県氷見市、高岡市に跨り、山頂は宝達志水町にある。標高は637.1m。

## 概要
能登半島の最高峰である。名称は江戸時代に金山が存在したことに由来するとされる。宝達山水源の森は、水源の森百選に選ばれている。
山頂公園には1993年に旧押水町が休養施設の山の龍宮城（一部二階建てログハウス）を設置して喫茶店が営業されていた。老朽化による改良工事中の2019年に地盤の陥没が発見されたため山の龍宮城は閉鎖され解体され新施設が建設されることになった。2021年9月から山頂駐車場で土日祝日にキッチンカーでのコーヒー移動販売が行われている（新施設完成までの予定）。
宝達志水町は新しい山頂公園の休憩施設を旧・山の龍宮城の近くに移転新築する計画であるが無人の施設となる予定である。

## 自然
山の一帯はオウレン、マタタビ、キハダ、センブリなどの薬草が豊富でクズや自然薯を産することでも有名。
山腹は殆どが広葉樹二次林や人工林のスギ林が広がる。かつてこの一帯は周辺村落の共有地であったが過伐採により荒廃し水害が多発するようになった為、各集落に土地を分担して植林などを担わせるようになった。
山頂付近には自然林に近いブナ林があり約440本を数える。1950年には金沢大学の正宗厳敬教授によってオオアカバナの種子が採集された。これは孤立分布したもので植物分布的に希少だったが以後報告がなく絶滅したと見られる。

## 地質
宝達山の山頂付近から北部にかけて船津花崗岩類の宝達山花崗岩が存在する。石川県では石動山や手取川上流の一部などに花崗岩類が分布するが数が少なく県内では珍しい。
花崗岩を母岩して自然金や黄鉄鉱、蛍石など様々な鉱物が存在する。宝達山の蛍石は正八面体・緑色の美しい形状をしていることで有名。また月長石流紋岩も見られる。
宝達山の山体は極めて崩れやすくて土砂の供給量が多く、この山を源流としている宝達川下流は天井川トンネルが出来るほど多くの土砂が堆積した扇状地となっている。

## 資源
宝達山北部では自然金や黄鉄鉱、蛍石を産出しまた鉱業がなされた。これらの資源はいずれも宝達山花崗岩類を母岩としている。また山麓の宝達地区には石灰鉱があった。
山麓の金山は1903年（明治36年）の『加賀藩貨幣録』によると、1584年（天正12年）に開山し、坑道12箇所の崩落により閉山した1628年（寛永5年）まで採掘された。
金の採掘が衰えたため、鉱夫は加能越三国（加賀国、能登国、越中国）の堤防や用水路の工事に従事するようになり、ほとんどが宝達村民だったことから宝達（宝達者）と呼ばれるようになった。宝達者は辰巳用水（金沢市）の掘削や宝達川の堤防工事などに加わったといわれるが資料が少なく詳しいことはわかっていない。

### 応用地質
- 石灰岩

宝達地区の北谷にある飛騨帯の晶質石灰岩を露天掘りで採取していた。明治の始めごろから鉱業が為されており昭和6年頃の隆盛期には年10,000-20,000tの石灰が生産されていた。また昭和26年にも月1000t近い石灰生産記録がある。
- 蛍石

宝達山北麓に分布する宝達山花崗岩が母岩となっており、淡緑色・正八面体・弱蛍光などの特徴を持つ。
第二次世界大戦中に10t、昭和20年に東北銅鉱製錬株式会社によって70t産出された記録がある。
- 硫化鉄

宝達地区の北谷、飛騨変成岩帯の石灰岩の中から発見された鉱脈で宝達鉱山の名で昭和20〜25年に鉱業されていた。鉱脈は幅60cm、延長10m 。
- 石灰質砂岩

山崎地区にて肥料用などの用途で採掘されていた。

## 宝達葛
金山で働く鉱夫の非常時の食料として、また過酷な労働で体調を崩したり病気が流行った時に漢方薬として利用するため葛も生産されるようになった。宝達葛は幕末には幕府に献上されており、最盛期だった明治時代には羽咋郡の特産品として全国に紹介された。その後、生産量は激減したが「宝達葛友の会」が生産を続けている。

## 紋平柿
紋平柿は河原、東間、宝達など宝達山麓に自生する渋柿で、江戸時代に屋号紋平さの野村家がその美味しさから各地区に広めたと伝えられている。現在は宝達志水町やかほく市などで栽培され特産品の一つとなっている

## アクセス
石川県道・富山県道75号押水福岡線と宝達志水町東間からの林道がある（一部は冬季閉鎖）。